# 芒特克雷克 (阿拉巴馬州)
芒特克雷克（英語：Mountain Creek）是一個位於美國阿拉巴馬州奇爾頓縣的非建制地區。該地的面積和人口皆未知。

## 地理
芒特克雷克的座標為32°42′38″N 86°28′44″W / 32.71055°N 86.47888°W，而該地最高點為海拔高度161米（即528英尺）。